# Buitani
Buitani ist in den mythologischen Vorstellungen der Pazifikinsel Nauru das Land der Toten, wo die Geister der Verstorbenen wohnen. Sie werden von den Anhängern des einheimischen nauruischen Glaubens verehrt. Das Totenreich ist wie Nauru eine Insel, nur größer, und das Leben dort spielt sich ebenso ab wie in der hiesigen Welt.
Sind die Geister nicht auf Buitani, hausen sie auf Nauru in Steinen, im Ozean oder im Gebüsch. Ihnen wurden früher Speiseopfer dargebracht; jedes Haus hatte seinen Schutzgeist, dem täglich Speise vorgesetzt wurde. Eine wichtige Rolle spielt auch der Fregattvogel; ehemals galt er als das körperliche Gefäß der Ahnengeister. Er war der Seelenvogel, der die Verbindung mit dem Totenreich vermittelt, zu dem in Anibare der Eingang hineinführte. Ein gewaltiger Bananenbaum kennzeichnet noch heute diesen Eingang. Zu besonderen Zeremonien wurde der Fregattvogel im Juli eingefangen und genoss in der Gefangenschaft die beste Behandlung.
Vor 1900 war der Glauben an Buitani und die Geister noch weit verbreitet. Seit der Christianisierung verschwand dieser Glauben zunehmend. Die meisten Nauruer sind heute vorwiegend protestantische Christen. Jedoch gibt es in den letzten Jahren wieder vermehrt Gläubige, welche sich der einheimischen Religion und der Verehrung der Geister von Buitani verschreiben, um den vielen westlichen Einflüssen entgegenzuwirken. Die Zeremonie der Fregattvögelverehrung wird wieder jährlich im Juli begangen.
Siehe auch: Figuren der nauruischen Mythologie, Areop-Enap, Eigigu